# Дуглас, Арчибальд, 1-й граф Ормонд
Арчибальд Дуглас, граф Ангус, 1-й граф Ормонд (англ. Archibald Douglas, 1st Earl of Ormond; 1609 — 16 апреля 1655, Эдинбург) — шотландский дворянин и политик. Старший сын Уильяма Дугласа, 1-го маркиза Дугласа, от которого он получил титул учтивости — граф Ангус с 1613 по 1651 год. Член Тайного совета Шотландии в 1636 году. Назначен лордом экстраординарной сессии в 1631 году. Он подписал Ковенант, не желал браться за оружие для его защиты, но был уполномоченным ковенантеров в Англии в 1643 году. В 1646 году стал полковником полка Дугласа во Франции, когда его брат лорд Джеймс Дуглас погиб в бою. Член комитета по поместьям в 1650 году. Пожалован титулом графа Ормонда (пэрство Шотландии) в 1651 году. Оштрафован на 1000 фунтов стерлингов Актом милосердия Кромвеля 1654 года.

## Биография
Родился в 1609 году. Старший сын Уильяма Дугласа, 11-го графа Ангуса и 1-го маркиза Дугласа (1589—1660), и его первой жены Маргарет Гамильтон (1585—1623), дочери Клода Гамильтона, 1-го лорда Пейсли (1546—1621). В хартии баронства Хартсайд или Ванделл, пожалованным ему и его отцу 15 июня 1613 года, его звали лорд Дуглас, магистр Ангус. Именно по титулу графа Ангуса, которым он пользовался после возведения его отца в маркизы, Арчибальд Дуглас был широко известен. В 1628 году Ангус женился на леди Анне Стюарт, второй дочери Эсме Стюарт, 3-го герцога Леннокса, поскольку король Карл I Стюарт был стороной брачного контракта.
В 1630 году граф Ангус уехал за границу и не возвращался до конца 1633 года. В мае 1636 года Арчибальд Дуглас был назначен членом Тайного совета Шотландии и присутствовал на заседании в декабре того же года. Однако считалось, что он симпатизирует ковенантерам, поскольку, когда герцог Леннокс был послан для обеспечения использования служебной книги, Ангус был выбран для переговоров с ним. Тем не менее, когда был издан королевский указ, предписывающий использовать книгу, приказ был сделан с одобрения Ангуса. При окончательном подавлении книги он был одним из тех членов тайного совета, которые обратились с благодарственным письмом к королю. Судя по его нерешительности в этом вопросе, граф Ангус, по-видимому, имел большую долю того духа нерешительности, который был главной характеристикой политической карьеры его сводного брата и племянника, а также третьего и четвёртого герцогов Гамильтона. Граф Ангус был назначен чрезвычайным лордом сессии 9 февраля 1631 года и вскоре после этого подписал соглашение. Но когда ковенантеры приготовились выйти на поле боя, он покинул страну.
Граф Ангус вернулся в Шотландию в 1641 году, когда он появился в парламенте, и его право заседать в качестве старшего сына пэра было допрошено и принято решение против него, и он был изгнан вместе с некоторыми другими людьми того же ранга. На генеральной ассамблее, созванной в августе 1643 года, Арчибальд Дуглас был избран одним из уполномоченных, назначенных для продвижения ковенанта в Англии, и в то же время он был включен в специальную комиссию, которая должна была встречать уполномоченных, посланных для переговоров с комиссией Долгого парламента Англии. В 1646 году, после смерти своего младшего брата лорда Джеймса Дугласа в бою, он был назначен полковником Дугласского полка во Франции. Он занимал этот пост до 1653 года, когда оставил его в пользу своего сводного брата Джорджа Дугласа, 1-го графа Дамбартона, но, похоже, он не участвовал в какой-либо активной службе. Большую часть этих лет он провел дома в Шотландии, хотя и не принимал заметного участия в государственных делах до прибытия короля Карла II Стюарта.
С прибытием Карла II в 1650 году граф Ангус членом комитета по поместьям и был среди тех, кто был назначен для подготовки к коронации короля. На этой церемонии он исполнял обязанности верховного камергера, а в апреле следующего года он был назначен 1-м графом Ормондом в Пэрстве Шотландии (дополнительный титул этого графства был 1-й лорд Ботвелл и Хартсайд) с правом наследования для его наследником мужского пола от его второго брака с леди Джейн Уэмисс, старшей дочерью Дэвида, 2-го графа Уэмисса. Его первая жена умерла 16 августа 1646 года на тридцать втором году жизни.
На ассамблее, собравшемся в Эдинбурге, а затем в Данди в июле 1651 года, граф Ормонд принял ведущее участие в оппозиции Западному протесту. Но после отъезда Карла II на континент он ушел в частную жизнь. Он был оштрафован на 1000 фунтов стерлингов Актом милости Кромвеля в 1654 году, хотя пресвитерия решительно утверждала от его имени, что он был истинным протестантом. Он проживал в Канонгейте или во дворце Холируд до своей смерти, которая произошла 15 января 1655 года, при жизни его отца . Он был похоронен в Дугласе в семейном склепе в церкви Святой Невесты.

## Браки и дети
1-я жена с 1628 года леди Энн Стюарт (23 ноября 1614 — 16 августа 1646), дочь Эсме Стюарта, 3-го герцога Леннокса (1579—1624), и Кэтрин Клифтон, баронессы Клифтон (1592—1637). У супругов был один сын:
- Джеймс Дуглас, 2-й маркиз Дуглас (1646 — 25 февраля 1700), сменивший своего деда на посту 2-го маркиза Дугласа.

2-я жена с 26 апреля 1649 года леди Джейн Уэмисс (19 июня 1629 — 5 января 1715), дочь Дэвида Уэмисса, 2-го графа Уэмисса (1610—1679), достопочтенной Энн Балфур (? — 1649). У супругов было двое детей:
- Леди Маргарет Дуглас (сентябрь 1651 — октябрь 1699), с 1686 года четвёртая жена Александра, 1-го виконта Кингстона (1621—1691)
- Арчибальд Дуглас, 1-й граф Форфар (3 мая 1653 — 11 декабря 1712), в 1661 году получил патент на титул графа Форфар.

Вдова Арчибальда Дугласа, первого графа Ормонда, пережившего его на шестьдесят лет; в 1659 году вышла замуж за Джорджа Гордона, 15-го графа Сазерленда (1633—1703), от брака с которым у неё также было двое детей.